# Swanston Street
Swanston Street is een straat in Melbourne, Australië. De straat loopt van noord naar zuid door Melbourne en maakt deel uit van het Hoddle Grid. In het noorden eindigt de straat bij het Melbourne General Cemetery en het zuidelijke uiteinde gaat over in St Kilda Road bij St Paul's Cathedral en Flinders Street. De straat is vernoemd naar Charles Swanston.

## Overzicht
De straat snijdt Victoria Street en het deel ten zuiden van La Trobe Street behoort tot het zakendistrict van Melbourne. Een deel van de straat is afgesloten voor verkeer; dit gedeelte heet Swanston Street Walk.
Aan Swanston Street liggen veel bekende plekken van Melbourne, waaronder de Universiteit van Melbourne, de Melbourne City Baths en de RMIT-universiteit. Andere plekken zijn de Staatsbibliotheek van Victoria en Flinders Street Station. Tegenover de Staatsbibliotheek van Victoria bevindt zich het winkelcentrum en treinstation Melbourne Central.
Ook de Melbourne Town Hall en St. Paul's Cathedral bevinden zich aan Swanston Street (respectievelijk op de hoek met Collins Street en met Flinders Street). Tegenover St. Paul's Cathedral bevindt zich het winkelcentrum Cathedral Arcade. Op de hoek met Collins Street staat Larry La Trobe, een standbeeld van een hond. Aan Swanston Street bevindt zich ook het Capitol Theatre, tegenover de Melbourne Town Hall.
In Carlton bevindt het Bali Memorial zich aan Swanston Street.
Tussen Swanston Street en Exhibition Street bevindt zich het Chinatown van Melbourne aan Little Bourke Street.

## Foto's

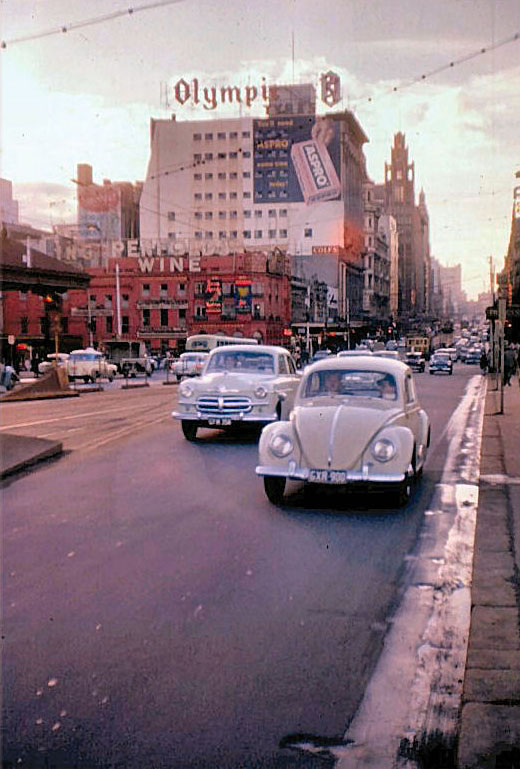
Swanston Street, 1959.
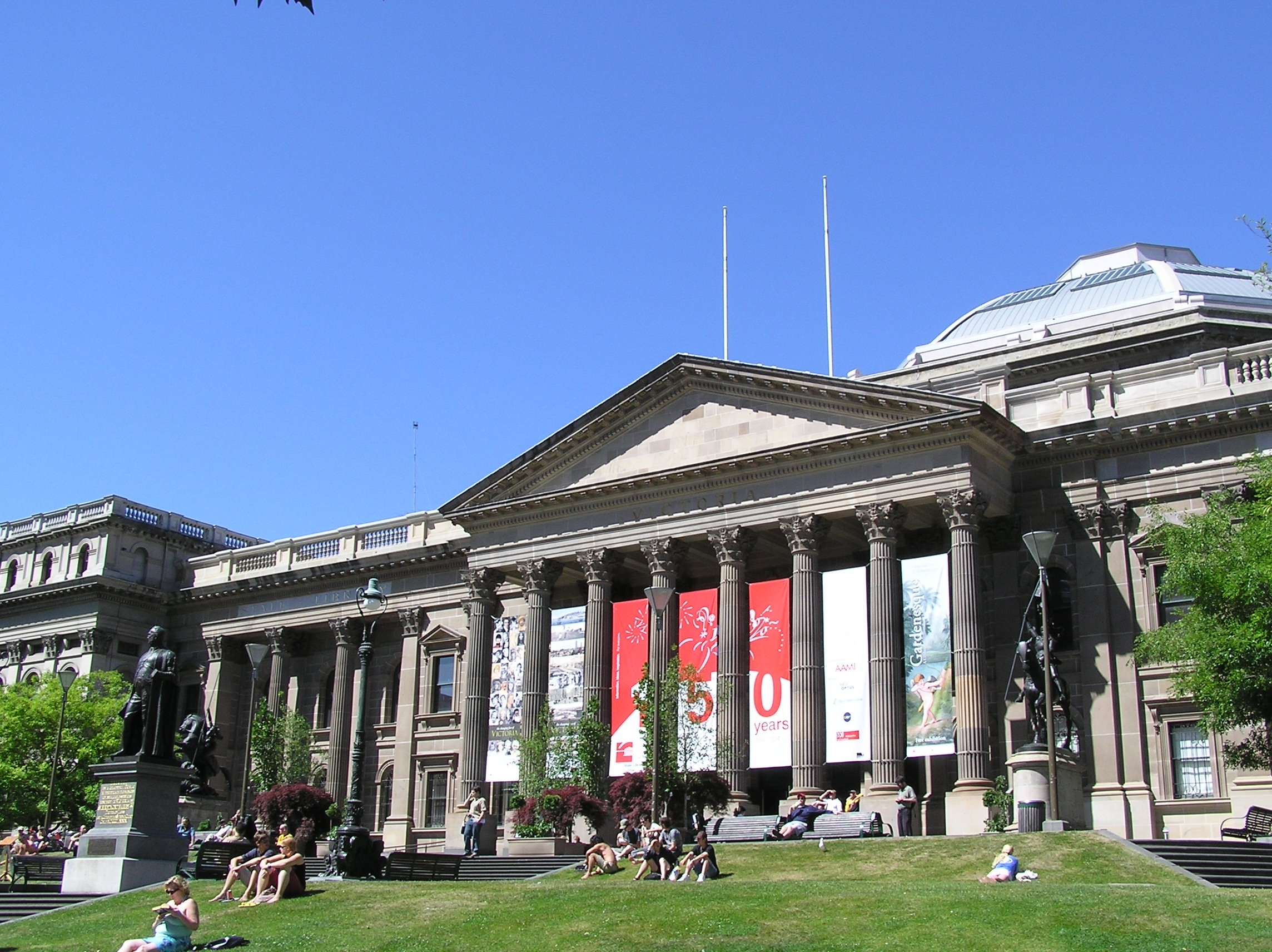
Staatsbibliotheek van Victoria.
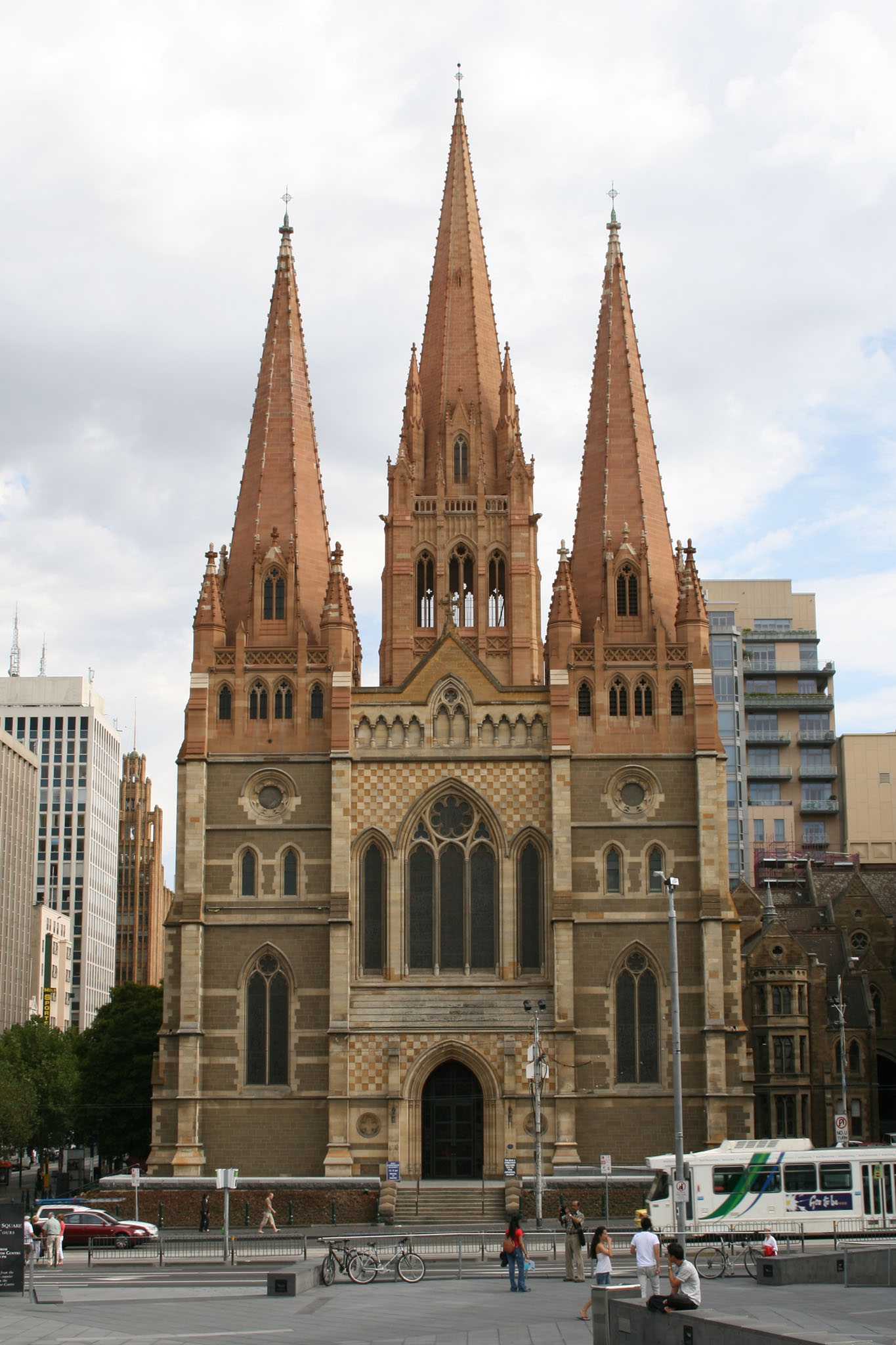
St. Paul's Cathedral.
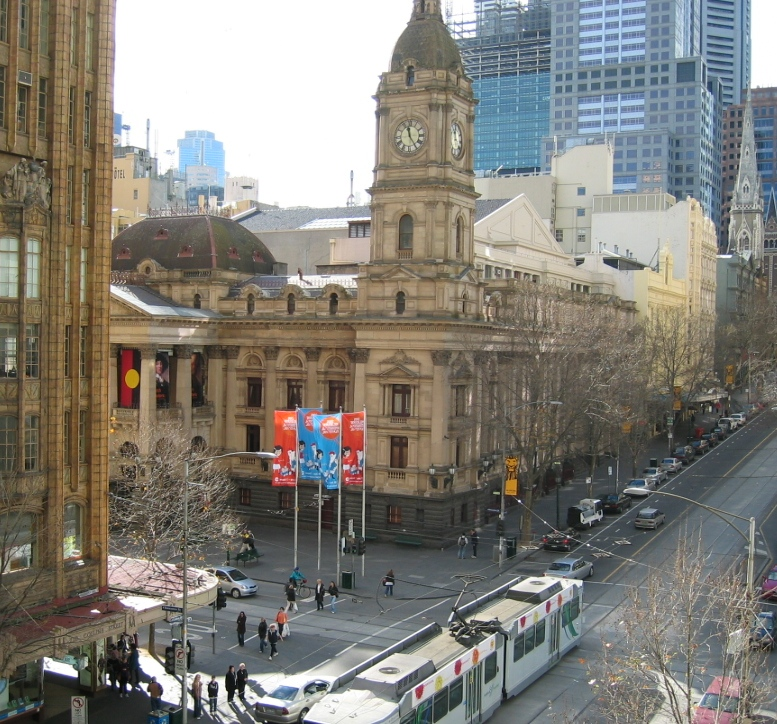
Melbourne Town Hall.
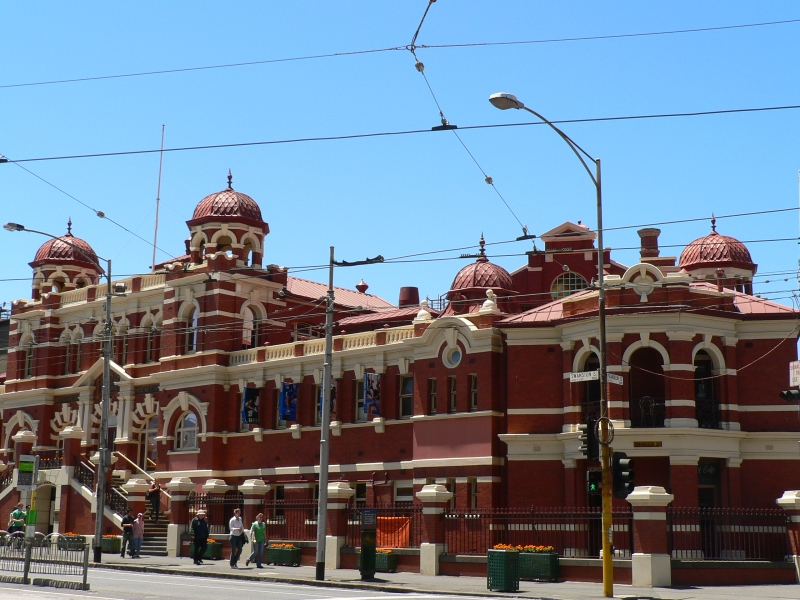
Melbourne City Baths.
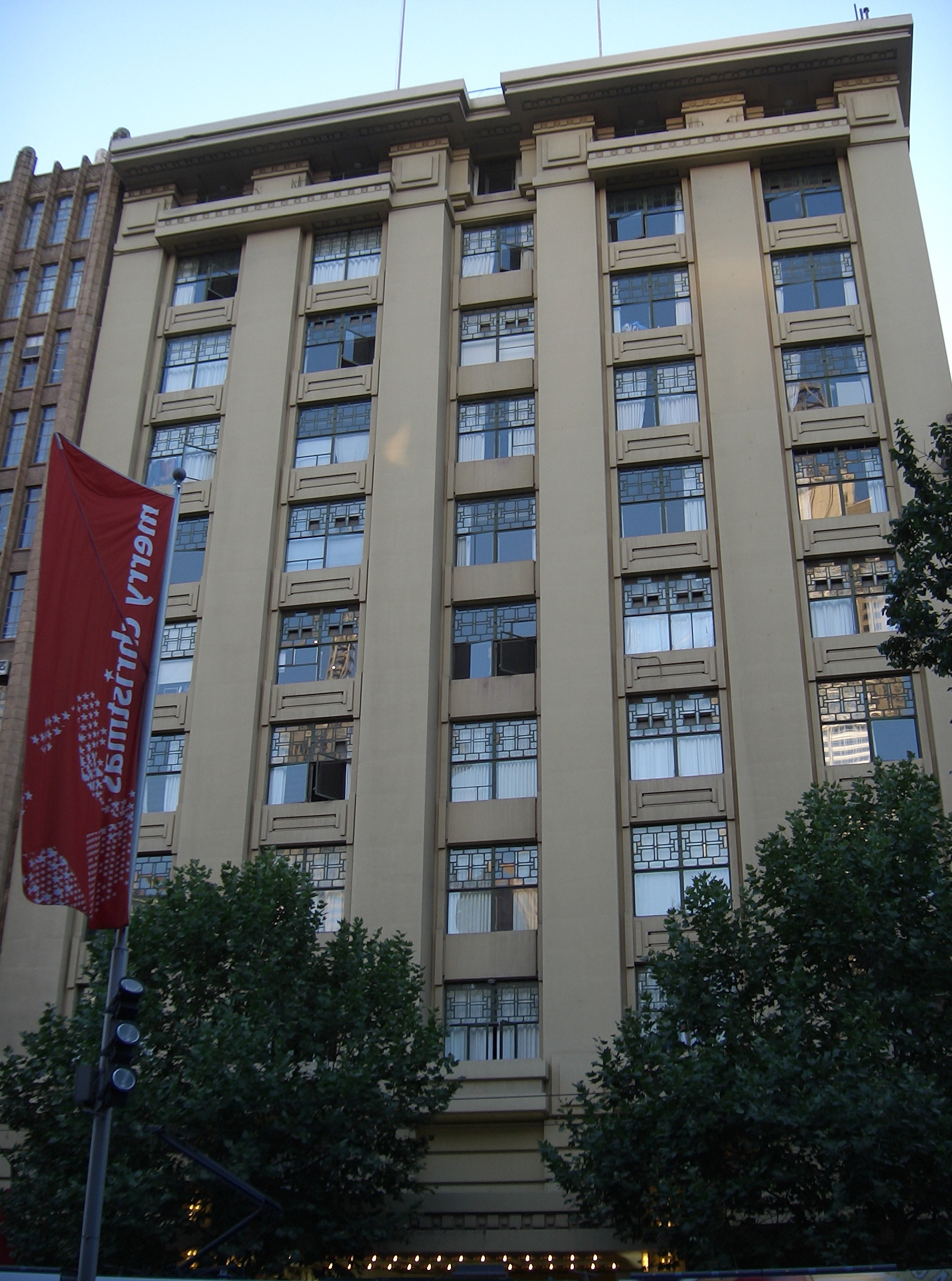
Capitol Theatre.
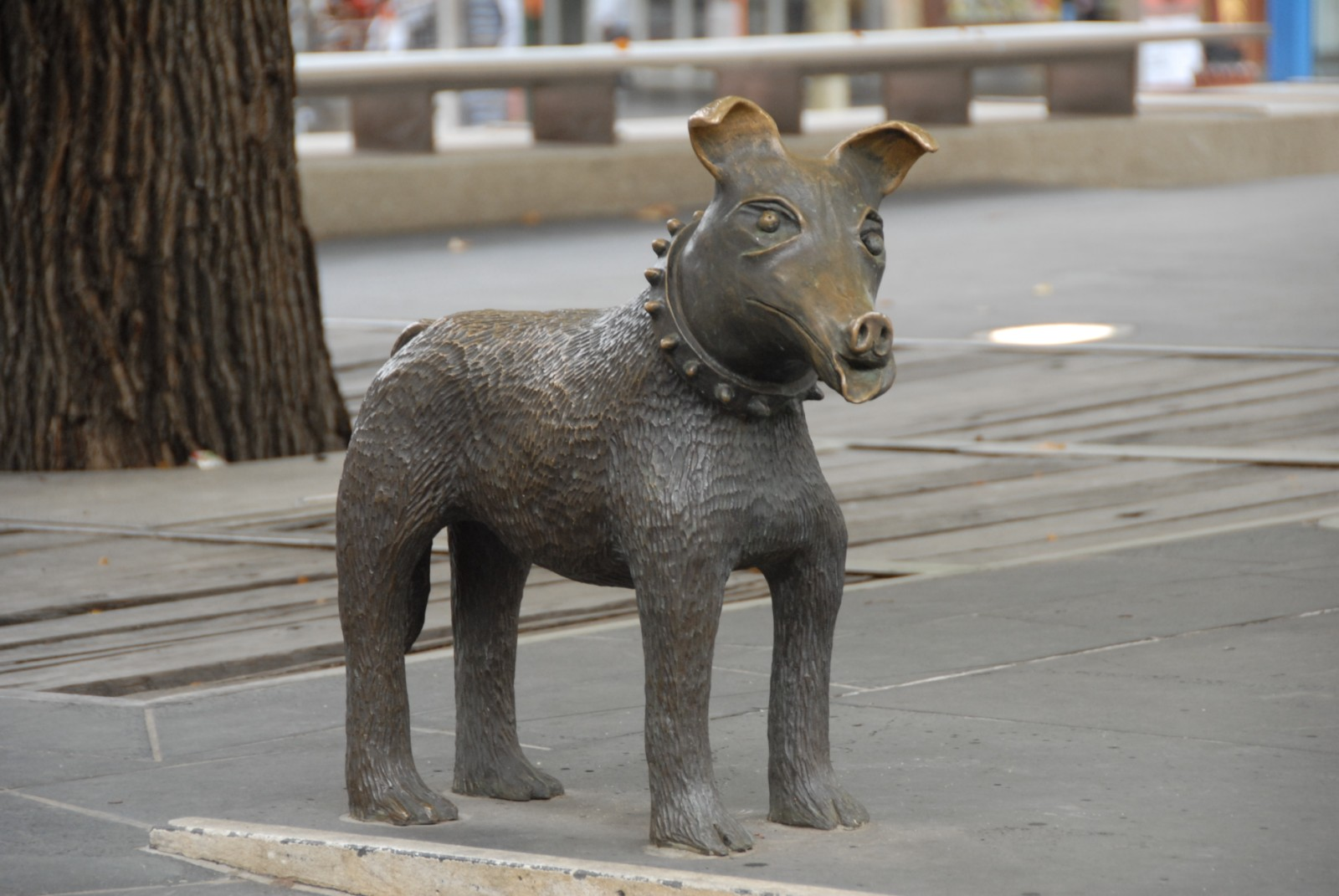
Larry La Trobe.
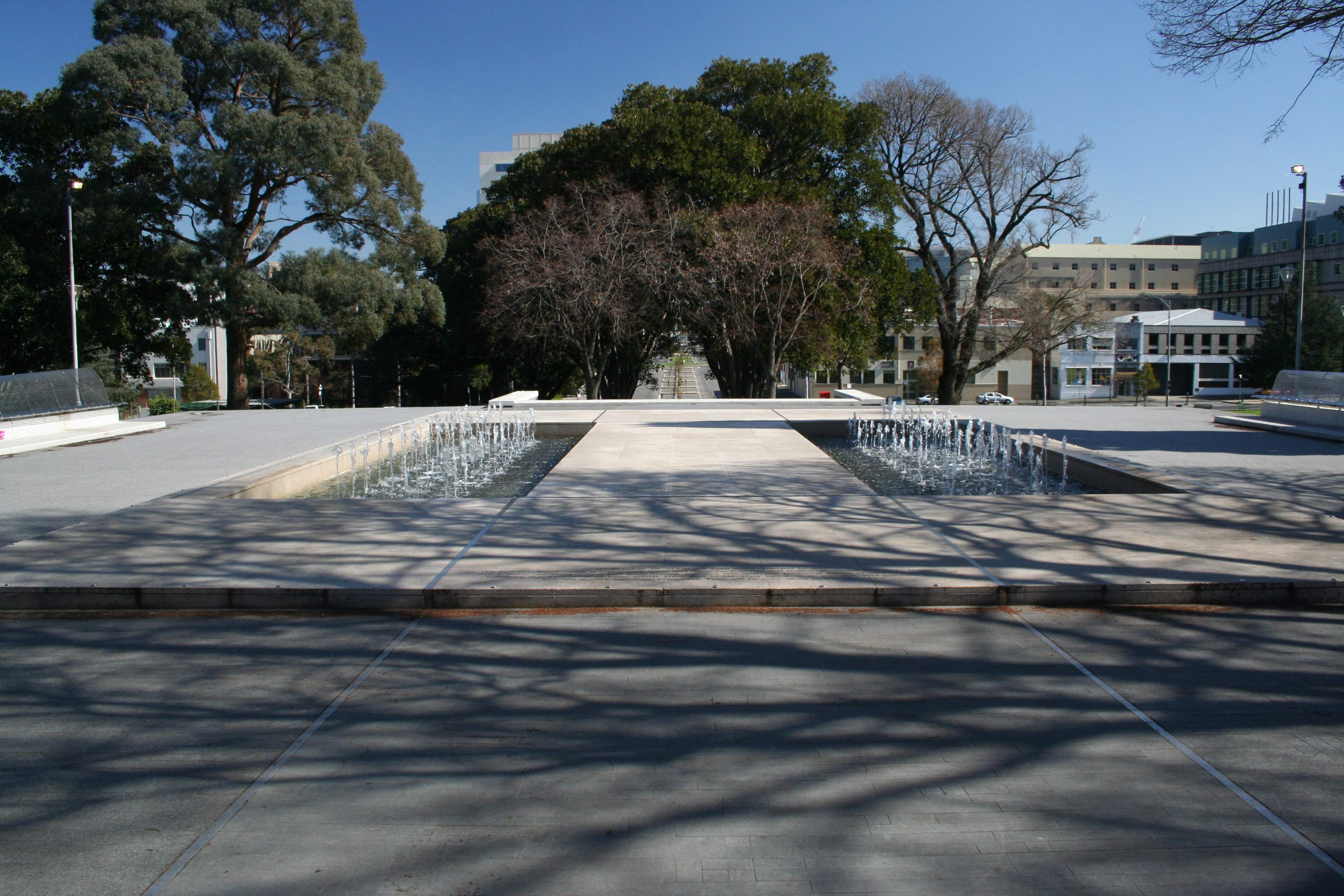
Bali Memorial.

## Trivia
- De videoclip voor het nummer It's a Long Way to the Top (If You Wanna Rock 'n' Roll) van AC/DC werd in 1976 opgenomen in Swanston Street.